# Jared Dudley
Jared Dudley (San Diego, California, 10 de julio de 1985) es un exjugador de baloncesto que disputó 14 temporadas en la NBA. Con 1,98 metros de altura jugaba en la posición de alero.
Desde 2021 es entrenador asistente.

## Carrera

### Universidad
Dudley jugó cuatro temporadas en Boston College, promediando 15.9 puntos a lo largo de su carrera universitaria. Su mejor campaña llegó en su cuarto y último año, siendo nombrado Mejor Jugador de la Atlantic Coast Conference y en el segundo mejor quinteto del All-American con promedios de 19 puntos y 8.3 rebotes por partido. Finalizó como el quinto máximo anotador de Boston College con un total de 2.071 puntos, además del jugador que más minutos ha disputado. Junto con Sean Marshall, se convirtió en uno de los dos jugadores de los Eagles en aparecer en cuatro torneos de la Final Four consecutivos. 
En su año júnior lideró la nación en minutos jugados (1.340 con 37.2 por partido), además de promediar 16.7 puntos, 6.6 rebotes, 3.2 asistencias y 1.1 robos de balón por encuentro. Fue nombrado en el segundo mejor quinteto de la conferencia, anotando en dobles figuras en 33 partidos, incluyendo 12 de ellos por encima de los 20 puntos. En su campaña sophomore sus números fueron de 16.5 puntos, 7.5 rebotes y 3.2 asistencias en 30 partidos, logrando el premio al jugador más mejorado de la conferencia (compartido con Marcus Williams de UConn Huskies) y en el mejor quinteto de la misma. En su primera temporada universitaria, Dudley jugó los 34 partidos del año como titular, promediando 11.9 puntos, 6.6 rebotes y 2.8 asistencias por encuentro. Fue seleccionado en el mejor quinteto de rookies de la conferencia, siendo durante todo el campeonato galardonado con dos premios al mejor rookie de la semana en la Big East Conference.

#### Estadísticas
| Año     | Equipo         | PJ  | PT  | MPP  | %TC  | %3P  | %TL  | RPP | APP | ROB | TPP | PPP  |
| ------- | -------------- | --- | --- | ---- | ---- | ---- | ---- | --- | --- | --- | --- | ---- |
| 2003–04 | Boston College | 34  | 34  | 34.0 | .465 | .316 | .723 | 6.6 | 2.8 | 1.3 | .2  | 11.9 |
| 2004–05 | Boston College | 30  | 30  | 36.0 | .488 | .333 | .754 | 7.5 | 3.2 | 1.6 | .2  | 16.5 |
| 2005–06 | Boston College | 36  | 36  | 37.2 | .494 | .351 | .710 | 6.6 | 3.2 | 1.1 | .3  | 16.7 |
| 2006–07 | Boston College | 30  | 30  | 38.4 | .562 | .443 | .743 | 8.3 | 3.0 | 1.4 | .3  | 19.0 |
| Total   | Total          | 130 | 130 | 36.4 | .504 | .365 | .731 | 7.2 | 3.0 | 1.4 | .3  | 15.9 |

### NBA

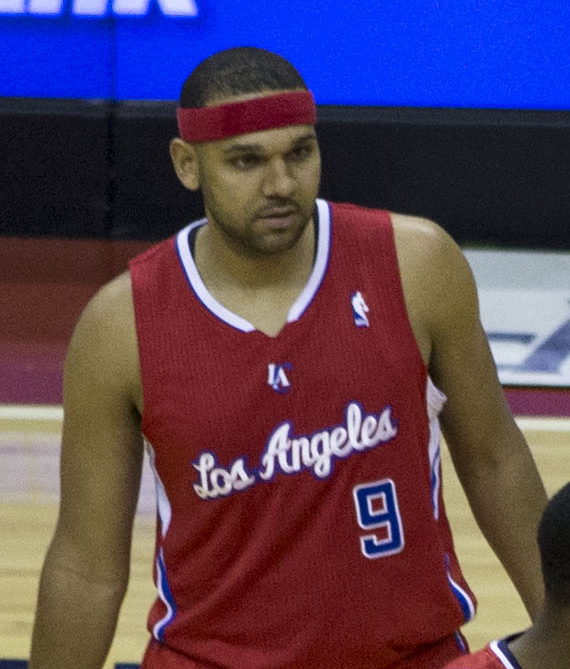
Dudley, con los Clippers en 2013.

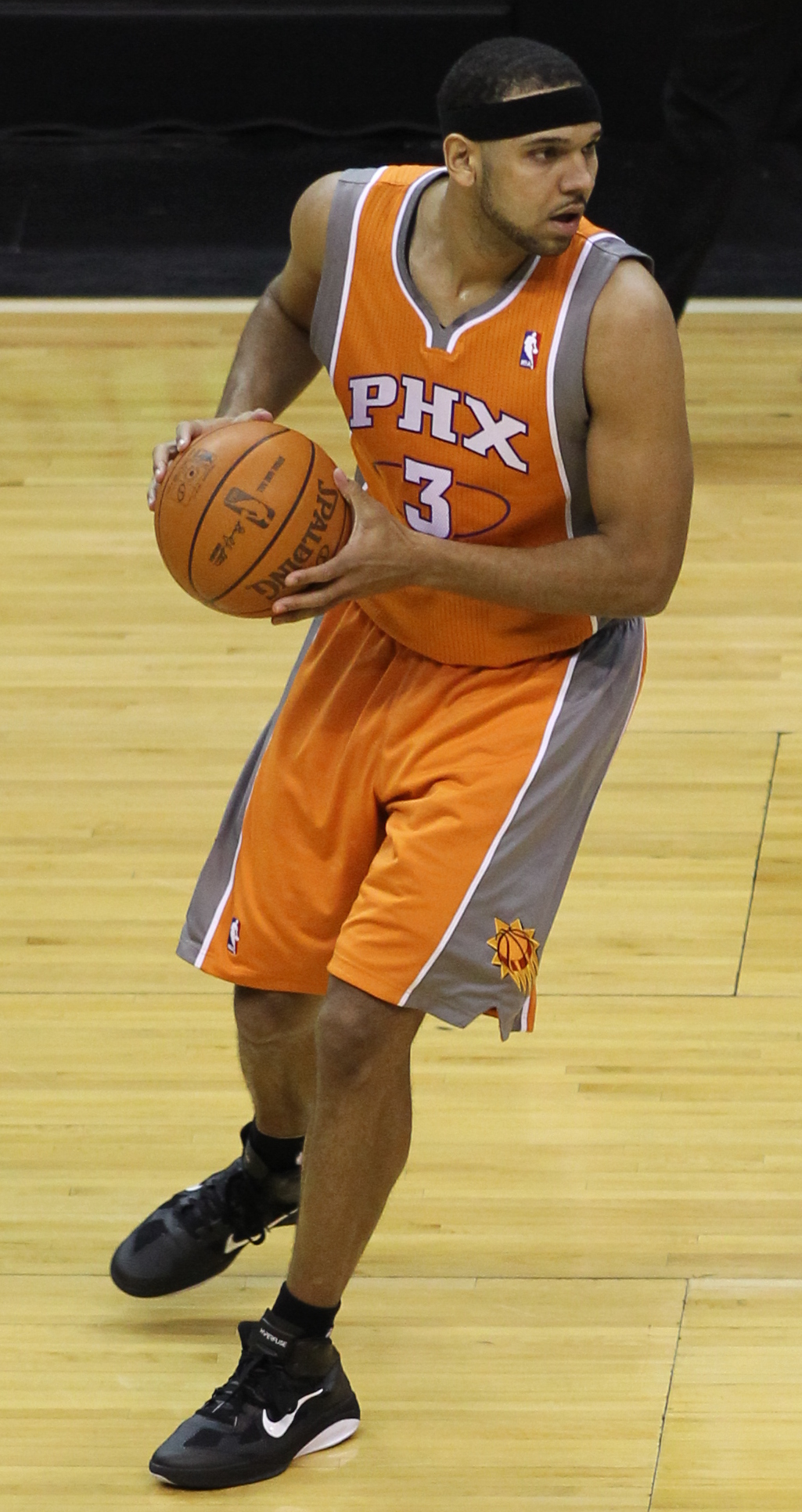
Dudley con los Suns en 2017.

Fue seleccionado por Charlotte Bobcats en la 22ª posición del Draft de la NBA de 2007. Tras la ceremonia, Dudley anunció que jugaría con el dorsal 98 en la camiseta. 
El 10 de diciembre de 2008, Dudley fue traspasado junto a Jason Richardson y una segunda ronda de draft de 2010 a Phoenix Suns a cambio de Boris Diaw, Raja Bell y Sean Singletary.
[actualizar]
El 2 de julio de 2019, Dudley firma un contrato de $2,6 millones por una temporada con Los Angeles Lakers.
El 11 de octubre de 2020 se proclama campeón de la NBA por primera vez en su carrera tras vencer a Miami Heat en la final de la NBA.

### Entrenador
El 24 de agosto de 2021, Dudley anuncia su retirada de la NBA tras 14 temporadas, y se una al cuerpo técnico de Dallas Mavericks como asistente de Jason Kidd.

## Estadísticas de su carrera en la NBA
|  | Denota temporadas en las que fue Campeón de la NBA |

### Temporada regular
| Año     | Equipo        | PJ  | PT  | MPP  | %TC  | %3P  | %TL   | RPP | APP | ROB | TPP | PPP  |
| ------- | ------------- | --- | --- | ---- | ---- | ---- | ----- | --- | --- | --- | --- | ---- |
| 2007-08 | Charlotte     | 73  | 14  | 19.0 | .468 | .220 | .737  | 3.9 | 1.1 | .8  | .1  | 5.8  |
| 2008-09 | Charlotte     | 20  | 7   | 21.4 | .469 | .375 | .625  | 3.0 | 1.0 | .9  | .1  | 5.4  |
| 2008-09 | Phoenix       | 48  | 0   | 15.2 | .481 | .394 | .691  | 3.0 | .8  | .8  | .1  | 5.5  |
| 2009-10 | Phoenix       | 82  | 1   | 24.3 | .459 | .458 | .754  | 3.4 | 1.4 | 1.0 | .2  | 8.2  |
| 2010-11 | Phoenix       | 82  | 15  | 26.1 | .477 | .415 | .743  | 3.9 | 1.3 | 1.1 | .2  | 10.6 |
| 2011-12 | Phoenix       | 65  | 60  | 31.1 | .485 | .383 | .726  | 4.6 | 1.7 | .8  | .3  | 12.7 |
| 2012-13 | Phoenix       | 79  | 50  | 27.5 | .468 | .391 | .796  | 3.1 | 2.6 | .9  | .1  | 10.9 |
| 2013-14 | L.A. Clippers | 74  | 43  | 23.4 | .438 | .360 | .655  | 2.2 | 1.4 | .6  | .1  | 6.9  |
| 2014-15 | Milwaukee     | 72  | 22  | 23.8 | .468 | .385 | .716  | 3.1 | 1.8 | 1.0 | .2  | 7.2  |
| 2015-16 | Washington    | 81  | 41  | 25.9 | .478 | .420 | .735  | 3.5 | 2.1 | .9  | .2  | 7.9  |
| 2016-17 | Phoenix       | 64  | 7   | 21.3 | .454 | .379 | .662  | 3.5 | 1.9 | .7  | .3  | 6.8  |
| 2017-18 | Phoenix       | 48  | 0   | 14.3 | .393 | .363 | .771  | 1.9 | 1.6 | .5  | .2  | 3.2  |
| 2018-19 | Brooklyn      | 59  | 25  | 20.7 | .423 | .351 | .696  | 2.6 | 1.4 | .6  | .3  | 4.9  |
| 2019-20 | L.A. Lakers   | 45  | 1   | 8.1  | .600 | .529 | 1.000 | 1.2 | .6  | .3  | .1  | 1.5  |
| 2020-21 | L.A. Lakers   | 12  | 0   | 6.8  | .222 | .333 | —     | 1.8 | .4  | .1  | .1  | .5   |
| Total   | Total         | 904 | 286 | 22.3 | .463 | .393 | .732  | 3.2 | 1.5 | .8  | .2  | 7.3  |

### Playoffs
| Año   | Equipo        | PJ | PT | MPP  | %TC  | %3P  | %TL   | RPP | APP | ROB | TPP | PPP |
| ----- | ------------- | -- | -- | ---- | ---- | ---- | ----- | --- | --- | --- | --- | --- |
| 2010  | Phoenix       | 16 | 0  | 23.6 | .465 | .424 | .607  | 3.8 | 1.8 | 1.1 | .4  | 7.6 |
| 2014  | L.A. Clippers | 7  | 0  | 6.4  | .273 | .500 | .000  | .9  | .3  | .1  | .0  | 1.3 |
| 2015  | Milwaukee     | 6  | 0  | 18.3 | .467 | .571 | .571  | 1.8 | 1.3 | 2.0 | .3  | 6.7 |
| 2019  | Brooklyn      | 4  | 2  | 20.5 | .273 | .222 | 1.000 | .5  | 2.8 | .8  | .3  | 3.0 |
| 2020  | L.A. Lakers   | 9  | 0  | 3.4  | .000 | .000 | .000  | .2  | .0  | .4  | .1  | .0  |
| 2021  | L.A. Lakers   | 2  | 0  | 2.5  | .000 | .000 | .000  | .2  | .0  | .0  | .0  | .0  |
| Total | Total         | 44 | 2  | 15.4 | .423 | .418 | .641  | 1.8 | 1.1 | .9  | .2  | 4.2 |